# Атанас Коровешов
Атанас (Танас, Насо) Коровешов е гръцки комунистически деец и партизанин.

## Биография
Роден е в костурското село Смърдеш през 1918 година. През 1943 година влиза в редиците на партизанския отряд „Лазо Търповски“. Влиза във Вардарска Македония в редиците на Леринско-костурският батальон. През ноември 1944 година влиза в създадената в Битоля Първа егейска ударна бригада. Там е с ранг командир на батальон. На следващата година влиза в главния комитет на Народносвободителния фронт.
На 2 септември 1945 година заедно с Коста Джина са обградени край Корнишор от част на Националната гварди и английска военна част и загиват в битката.